# لوتشانو بافاروتي

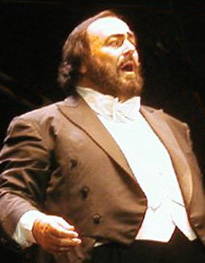
لوتشانو بافاروتي

لوتشانو بافاروتي (مودينا، 12 أكتوبر 1935 - مودينا، 6 سبتمبر 2007)، مغني تينور إيطالي، يعد من أشهر فناني الأوبرا في الطبقة العالية من الرجال في عصرنا الحاضر، وأحد التينور الثلاثة. وعين من قبل رسول السلام التابع للأمم المتحدة.
ابن لعائلة خباز، بعد أن تخلّى عن حلمه بأن يصبح حارس مرمى كرة قدم محترف، أصرَّ على قضاء سبعة سنوات في التدريب الصوتي، بدأ بافاروتي حياته كتينور في إيطاليا عام 1961، ثم بدأ الغناء في دور الأوبرا في هولندا وفيينا ولندن وأنقرة وبودابست وبرشلونة. وقد اكتسب التينور الشاب حينها الخبرة القيمة بالإضافة إلى التقدير الواضح. وفي أثناء عروضه للولايات المتحدة على دعوة من السوبرانو ساثرلاند عام 1965 ذاع صيته وثبَّت أقدامه على الساحة العالمية بين عامي 1966 و 1972 حيث أدّى في أكبر دور الأوبرا في العالم مثل لا سكالا في ميلان.
بحلول منتصف السبعينيات، صار بافاروتي مشهورا في جميع أنحاء العالم بتميز وروعة صوته خاصة الطبقات العليا. وبين عامي 1970 و1980 كان بافاروتي قد أثبت نفسه كأحد أعظم مطربي التينور بعروضه المتعددة في أكبر دور الأوبّرا في العالم. كما ذاع صيته خارج نطاق جمهور الأوبرا كنجم غنائي في عام كأس العالم بإيطاليا خاصة بعد أدائه الرائعة لأريا نيسون دورما من أوبراتوراندوت كأحد التينور الثلاثة في حفلهم الأول عشية نهائي كأس العالم، غنّى فيها بافاروتي مع نجمي التينور بلاسيدو دومينجو وخوسيه كاريراس ومعا حققوا شهرة طاغية ونجاحا عظيما في جميع أنحاء العالم.
السنوات التالية لاقت تقلصا في عدد أدائه للأوبرات على المسرح بسبب الزيادة المفرطة في وزنه وكان آخر أداء في أوبرا له في مارس عام 2004 في نيويورك ميتس. وفي الأوليمبيات الشتوية في تورينو تورينو عام 2006 شاهدته إيطاليا والعالم يغنى للمرة الأخيرة حيث غنّى بافاروتي نيسون دورما وأدَّت الجموع الكبيرة دور الكورال المصاحب، في أداء مهيب مؤثر.

## وفاته
بينما تعهّد "جولة توديعية دولية، شُخّصَ بافاروتي بالسرطانِ البنكرياسيِ في يوليو/تموزِ 2006. قاومَ الفحوى ضدّ نتائجِ هذا التشخيصِ، مرُّ بجراحةِ البطنيةِ الرئيسية وكانت تلك خاتمةِ مسيرته الغنائيةِ، في سبتمبر/أيلول 6, 2007، في بيانِ بريد إلكتروني، أكّد مديره، تيري روبسون، كَتبَ، "الموسيقار قاتلَ لمدة طويلة، معركة قاسية ضدّ السرطانِ البنكرياسيِ الذي أَخذَ حياتَه في النهاية. في التَجهيز بالنظرةَ الذي ميّزَ حياتَه وعملَه، بَقي إيجابياً حتى تمّ أخيراً إسْتِسْلام إلى المراحلِ الأخيرةِ مِنْ مرضِه "
جنازة بافاروتي حُمِلتْ في كاتدرائيةِ مودينا وعلقتْ في أوبرا ولايةِ فينا وقاعة مهرجان Salzburg أعلام سوداء في الحِدادِ نُشِرتْ بالعديد مِنْ ديور الأوبرا، مثل دار أوبرا لندن الملكية، وعملاق كرةِ القدم الإيطاليِ يوفنتوس إف. سي.، الذي كان بافاروتي من مشجعيه.
توفي بافاروتي فجر الخميس 6 سبتمبر 2007 في منزله في مدينة مودينا شمال إيطاليا عن عمر 71 عاما.
وقد حضر جنازته حشد كبير جدا من الناس وكما قام المغني الاوبرالي (أندريا بوتشيلي)بالغناء في جنازته في أنشودة أطلق عليها tribute to
Pavarotti
.

## أهم أغانيه
- Core n'grato
- O sole mio
- نيسون دورما
- Caruso
- Mattinata
- Mamma
- Questa o quella(Rigoletto)
- E Lucevan le stelle(Tosca)
- starai con me